# Villa Albani
A Villa Albani é um palácio de Roma, construído na Via Salária para o Cardeal Alessandro Albani, sobrinho do Papa Clemente XI, pelo arquitecto Carlo Marchionni por volta de 1758, tornando-se num dos centros da cultura do mundo ocidental.
O complexo compreendia, além da própria villa, um jardim à italiana, fontes e edifícios menores, entre os quais um templo deteriorado e falsas ruínas realizadas através dea reunião de verdadeiros fragmentos arqueológicos. Na fachada principal, sobreposto a uma arcada com serlianas, encontra-se o andar nobre com janelas arquitravadas.
Na villa, o cardeal reuniu a sua colecção de antiguidades, decidindo não seguir a disposição típica da época ao acomodar os objectos em prateleiras, mas criando percursos emocionais pela disposição das antiguidades segundo um preciso projecto organizacional, uma escolha ditada pelo destino da villa como lugar de prazer para um restrito círculo de visitantes. Este processo favoreceria o desenvolvimento da arqueologia em detrimento do perfil da História da Arte.
Em 1761 Anton Raphael Mengs realizou o afresco do Parnaso, talvez a mais importante manifestação pictórica do nascente estilo neoclássico, para o salão da villa. O programa iconográfico foi provavelmente ditado por Winckelmann, que era o bibliotecário do cardeal: Winckelmann também se ocupou da catalogação das peças das colecções de antiguidade do seu protector. 
Por causa das grandes despesas da construção (cerca de 400.000 escudos), o cardeal esgotou todos os seus recursos financeiros, ao ponto de ser forçado a vender, em fases sucessivas, parte da sua colecção.
Durante os anos do domínio napoleónico, os herdeiros Albani foram forçados a vender a villa aos Chigi-Albani, que por sua vez a venderam aos Torlonia, a riquíssima família de banqueiros romanos do século XIX, aos quais a villa pertence até hoje. A colecção de moedas e medalhas antigas do cardeal Albani passou para a Biblioteca Apostolica Vaticana, que ele havia presidido a partir de 1761. Os sarcófagos, as colunas e as esculturas foram transferidos para outros destinos, mas o famoso baixo relevo de Antínoo ainda está conservado na villa.
A Galeria de Arte, inacessível durante séculos, hospeda obras de Nicolò da Foligno, Pietro Perugino, Gerard van Honthorst, Antoon van Dyck, Tintoretto, Ribera, Guercino, Giulio Romano, Borgognone, L. Giordano, David e Luigi Vanvitelli.